# Blood & Gold
Blood & Gold ist ein deutscher Spielfilm aus dem Jahr 2023  mit Robert Maaser und Marie Hacke in den Hauptrollen. Der in der Endphase des Zweiten Weltkriegs angesiedelte Actionthriller entstand unter Regie von Peter Thorwarth nach Stefan Barths Drehbuch Es war einmal in Deutschland, welches 2017 bereits als Roman erschienen war.
Unverkennbar weist der Film auch einige Merkmale des Western auf, etwa in Form der von Jessica de Rooij und Hendrik Nölle komponierten Filmmusik oder den wiederholt auftretenden genretypischen Motiven wie der Suche nach dem Goldschatz oder dem Fremden im verschlafenen Städtchen.
Der Film wurde am 21. April 2023 bei den Fantasy Filmfest Nights in Berlin uraufgeführt und am 26. Mai 2023 beim Video-on-Demand-Anbieter Netflix veröffentlicht.

## Handlung
Deutschland im Frühjahr 1945: Mitten in den Wirren der letzten Kriegsmonate wird der fahnenflüchtige Landser Heinrich von einem Zug der Waffen-SS gefasst. Nach einer kurzen verbalen Auseinandersetzung mit dem Zugführer, dem gesichtsversehrten und dem Wahnsinn nahen Obersturmbannführer von Starnfeld, der ihn des Verrats an Führer und Vaterland bezichtigt, wird er von dessen Adjutanten Oberscharführer Dörfler an den nächsten Baum geknüpft und seinem Schicksal überlassen.
Nachdem der SS-Zug weitergezogen ist, wird Heinrich von der Bäuerin Elsa gerettet und zu ihrem Hof gebracht, wo sie ihren mit Down-Syndrom lebenden Bruder Paule vor dem Euthanasieprogramm der Nazis versteckt. Dort wird Heinrich von den Geschwistern weiter verarztet. Heinrich offenbart, dass er sich auf dem Heimweg nach Hagen befindet, um sich um seine Tochter Lottchen zu kümmern, nachdem seine schwangere Frau Lisbeth und sein Sohn Karl bei Luftangriffen auf das Ruhrgebiet umkamen.
Inzwischen hat der SS-Zug das nahegelegene Dorf Sonnenberg erreicht und Quartier im örtlichen Wirtshaus bezogen. Der Wirt und Bürgermeister des Ortes, Robert Schlick, führt von Starnfeld und Dörfler zur Brandruine des Hauses der Löwensteins, der einzigen jüdischen Familie im Dorf, welche im Zuge der Reichskristallnacht 1938 ermordet wurde. Deren ältester Sohn Johannes hatte versucht, sich mit 31 Barren Gold aus dem Konzentrationslager freizukaufen, bevor auch er ermordet wurde. Von Starnfelds Auftrag ist es, diesen Goldschatz zu finden und zur Fortführung der Kriegsbemühungen in die Alpenfestung zu bringen, bevor die heranrückenden alliierten Verbände Sonnenberg besetzen. Im Gegensatz zum fanatischen Obersturmbannführer, der trotz der aussichtslosen Kriegslage fest an den Endsieg glaubt und seinen Auftrag gewissenhaft erfüllen will, sehen Dörfler und seine Männer ihre Mission insgeheim als Opportunität, um sich selber zu bereichern und für die Zeit nach dem Krieg auszusorgen.
Am nächsten Morgen beginnen die Dorfbewohner unter Aufsicht von Starnfelds mit dem Abtragen der Trümmer. Währenddessen durchforstet Dörfler mit einem Trupp seiner Männer die umliegenden Höfe nach Proviant. Als sie zu Elsas Hof kommen, versteckt sich Heinrich – nach wie vor fahnenflüchtig – im Dachboden, muss zwischen den Bodenbrettern allerdings mitansehen, wie der Oberscharführer versucht, Elsa zu vergewaltigen. Mit einer Mistgabel bewaffnet greift er schließlich ein; im anschließenden Nahkampf schaffen Heinrich und Elsa es, den gesamten Trupp auszulöschen. Einzig Dörfler gelingt die Flucht im Lastwagen.
Da sie mit einer Rückkehr der SS rechnen, verlassen Heinrich, Elsa und Paule den Hof und schlagen ihr Lager im Wald auf. Paule tut sich damit schwer, seine trächtige Milchkuh Rita zurückzulassen, und kehrt nachts heimlich zum Hof zurück, wo ihn die SS am nächsten Morgen gefangen nimmt. Aus der Ferne bekommen Heinrich und Elsa nur noch mit, wie Dörfler den Hof in Brand setzt und Paule abtransportiert. Heinrich und Elsa machen sich auf nach Sonnenberg, um Paule zu retten.
Zurück im Dorf muss von Starnfeld feststellen, dass sich das Gold nicht im Haus Löwenstein befindet, was ihn vermuten lässt, dass jemand im Dorf das Gold an sich genommen haben muss. Er lässt die Einwohner Sonnenbergs auf dem Dorfplatz versammeln, um mit der Hinrichtung Paules ein Exempel zu statuieren. Zwei Soldaten führen Paule auf den Kirchturm, um ihn von dort zu hängen. Oben angekommen gelingt es Paule jedoch, seine Bewacher zu übermannen. Mit deren MP40 eröffnet er das Feuer auf die SS-Soldaten auf dem Dorfplatz. Heinrich und Elsa kommen dennoch abermals zu spät: Sie können nur noch zusehen, wie Paule vom Obersturmbannführer mit einem Scharfschützengewehr erschossen wird.
Niedergeschlagen vom Tod ihres Bruders ergibt sich Elsa der SS, Heinrich jedoch findet Unterschlupf bei der Witwe Irmgard. Deren Lebensgefährte, der Dorfpfarrer, erzählt Heinrich vom Gold der Löwensteins, welches aus dem Verkauf der Firma stammt und mit dem die Familie sich eigentlich nach Palästina absetzen wollte. In der Reichskristallnacht habe der Bürgermeister mit seinen Gefährten Reinkober und Wirtz das Gold heimlich an sich genommen und auf dem Friedhof vergraben; er, der Pfarrer, habe es dann – damit es nicht den Mördern und Dieben in die Hände fallen würde – heimlich im Altar der Kirche versteckt.
Unterdessen besprechen der Bürgermeister Schlick und seine Komplizen ihr weiteres Vorgehen: Schlick hat vor, von Starnfeld ihr Versteck auf dem Friedhof zu verraten, da er um die Sicherheit seiner Familie bangt. Auf dem Weg zum Obersturmbannführer wird er aber von seiner Geliebten Sonja – die ebenfalls vom Gold weiß und damit lieber das Weite suchen würde – mit einem Spaten niedergestreckt, bevor ihm von Reinkober der Todesstoß versetzt wird. Sonja, Reinkober und Wirtz begeben sich zum Friedhof, um das Gold auszugraben, müssen aber feststellen, dass das Versteck leer ist.
Elsa, die im Wirtshaus gefangen gehalten wird, löst bei von Starnfeld Erinnerungen an seine einstige Liebe Rebecca aus, eine Jüdin, die er habe erschießen müssen, um ihr das Leid im Konzentrationslager zu ersparen. Er verspricht Elsa, bis ans Ende ihrer Tage für sie da sein zu wollen und lässt sie in seinem Zimmer nächtigen, wo sie seine Zyankalikapsel findet. Elsa gibt vor, seine Avancen zu erwidern, platziert mit dem Kuss aber in Wahrheit die Kapsel zwischen von Starnfelds Zähne und schlägt ihn mit einem Aufwärtshaken gegen das Kinn, so dass der Inhalt der Kapsel den Obersturmbannführer vergiftet.
Heinrich sucht das Quartier der Nazis auf, um einen Austausch Elsas gegen das Gold einzufädeln, wird dabei aber von Dörfler – der durch den als Suizid interpretierten Tod von Starnfelds nun die Befehlsgewalt innehat und seine wahren Beweggründe verfolgen kann – gefasst und gezwungen, die SS zum Gold zu führen. Sonja, Reinkober und Wirtz sind dem Pfarrer mittlerweile auf die Schliche gekommen und lassen sich von ihm ebenfalls sein Versteck zeigen. Elsa, die durch ein Fenster fliehen konnte, und die Witwe Irmgard, die früher eine begnadete Jägerin gewesen ist, versuchen mit Irmgards alten Jagdflinten Heinrich und den Pfarrer zu retten.
Im Morgengrauen kommt es zum Showdown in der Kirche: Sonja, Reinkober und Wirtz treffen als Erste ein, werden beim Öffnen des Verstecks aber von einer Sprengfalle – die Heinrich eigentlich der SS stellen wollte – ausgeschaltet. Dörfler, der sich kurz danach mit seinen Männern einfindet, richtet den Pfarrer kurzerhand mit einem Kopfschuss hin und will das Gold verladen lassen. Seine Männer werden dabei von Elsa und Irmgard überrascht und finden im anschließenden Schusswechsel allesamt den Tod. Irmgard kommt dabei jedoch ebenfalls ums Leben.
Schließlich überwältigt Dörfler Elsa und ist im Begriff, diese zu erdrosseln, als Heinrich sich einen Goldbarren greift und den Oberscharführer damit erschlägt. Entkräftet und schwer lädiert humpeln Heinrich und Elsa wortlos aus der Kirche, ohne das Gold auch nur eines Blickes zu würdigen, und verlassen Sonnenberg gemeinsam der aufgehenden Sonne entgegen.
Nachdem Heinrich und Elsa die Kirche verlassen haben, tritt der junge Köhler, der Sanitäter des SS-Zuges, der sich den ganzen Kampf über verdeckt gehalten hatte, hervor und bestaunt die vor dem Altar verstreut liegenden Goldbarren, wird jedoch von Sonja, die die Explosion überlebt hatte, hinterrücks erschossen.
Nach einem Zeitsprung sieht man Sonja in von Starnfelds Kübelwagen mit einer großen Holzkiste auf der Rückbank durch die aufblühende Frühlingslandschaft fahren. Während im alliierten Rundfunk die Kunde über Hitlers Tod verbreitet wird, wird das Fahrzeug von einem amerikanischen Sherman-Panzer schwer getroffen. Bei genauerer Inspektion entdecken die Amerikaner rund um das Wrack verstreut mehrere Goldbarren. Während die GIs im Hintergrund den Beschluss ihres Sergeants feiern, den Goldfund nicht ihren Vorgesetzten zu melden, sieht man eine schwerverbrannte Sonja leblos im Gras liegen.
In der letzten Szene sieht man Heinrich und Elsa bei ihrer Ankunft im zerbombten und besetzten Hagen. In einer Schlange wartender Menschen entdeckt Heinrich seine Nachbarn mit seiner Tochter Lottchen. Er läuft auf das Mädchen zu und umarmt es fest, wobei Heinrich – von seinen Emotionen überwältigt – Tränen in die Augen steigen.

## Produktion

### Entstehung alsEs war einmal in Deutschland
2006 legte Stefan Barth dem befreundeten Filmemacher Peter Thorwarth sein in Arbeit befindliches Drehbuch mit dem Arbeitstitel Es war einmal in Deutschland vor, an dessen Konzept eines zur Zeit des Nationalsozialismus spielenden Western Thorwarth sofort Gefallen fand. Mit Unterstützung des Historikers Christian Hartmann überarbeiteten sie das Drehbuch.
2007 sollte das fertige Drehbuch dann verfilmt werden: Mit Wotan Wilke Möhring und Henning Baum hatte man bereits eine namhafte Besetzung beisammen; außerdem wollte man Christoph Waltz die Rolle des Obersturmbannführer von Starnfeld anbieten, zwei Jahre bevor diesem in einer ähnlichen Rolle in Quentin Tarantinos Inglourious Basterds der internationale Durchbruch gelang. Letzten Endes scheiterte das Projekt jedoch an mangelnder Finanzierung und musste vorerst eingestellt werden.
Im Juli 2021 erschien Thorwarths Horrorfilm Blood Red Sky beim Video-on-Demand-Anbieter Netflix. Nach dessen weltweiten Erfolg auf der Streaming-Plattform zeigte Netflix sich bereit, auch die Verfilmung von Es war einmal in Deutschland zu finanzieren, und das Projekt konnte mit fünfzehn Jahren Verzug unter dem neuen Namen Blood & Gold neu aufgerollt werden.
2017 hatte Barth Es war einmal in Deutschland bereits als dreihundertseitigen Roman veröffentlicht, nachdem das Filmprojekt bereits zehn Jahre lang stockte.

### Casting
Die Castings zum Film liefen um den Jahreswechsel 2021/2022 herum und wurden von Cornelia von Braun geleitet. Robert Maaser sprach dabei ursprünglich für die Rolle des Oberscharführer Dörfler vor, bevor Regisseur Peter Thorwarth ihm die Hauptrolle anbot. Die weibliche Hauptrolle der Elsa übernahm Marie Hacke, die Thorwarth bereits für die Hauptrolle seines vorigen Films Blood Red Sky vorgesehen hatte. Bei der Besetzung der Hauptrollen verzichtete Thorwarth bewusst auf bekannte Gesichter.
Bezüglich der Rolle des dem Wahnsinn verfallenen Obersturmbannführer von Starnfeld entschied sich Thorwarth für Lola-Preisträger Alexander Scheer, der den Regisseur bereits in Blood Red Sky als verrücktgewordener Antagonist überzeugte. Dessen Adjutanten Oberscharführer Dörfler verkörperte letzten Endes Florian Schmidtke, der ebenfalls bereits in Blood Red Sky mitwirkte und in der Fernsehserie Barbaren mit Maaser zusammenarbeitete. Als deren Handlanger wurden unter anderem Juri Senft (Köhler), Heiko Schaffartzik (Braun), Andreas Bichler (Rogge), Christian Schneeweiß (Kemper) und Simson Bubbel (Schreck) gecastet.
Die Rolle des Robert Schlick fiel Stephan Grossmann zu; Gisela Aderhold und Oliver Najman spielen dessen Frau Brigitte und Sohn Micha. Die Rolle der Sonja ging an Jördis Triebel. Christian Kahrmann und Steffen Wink stellen Wilhelm Reinkober und Wirtz dar.

### Dreharbeiten
Die Dreharbeiten fanden vom 7. März bis 13. Mai 2022 in Tschechien mit Unterstützung der tschechisch-slowakischen Service-Produktion Sirena Film statt. Die Innenaufnahmen wurden hauptsächlich in Prag gedreht; einige der Außenaufnahmen entstanden im Prager Umland.

#### Výsluní

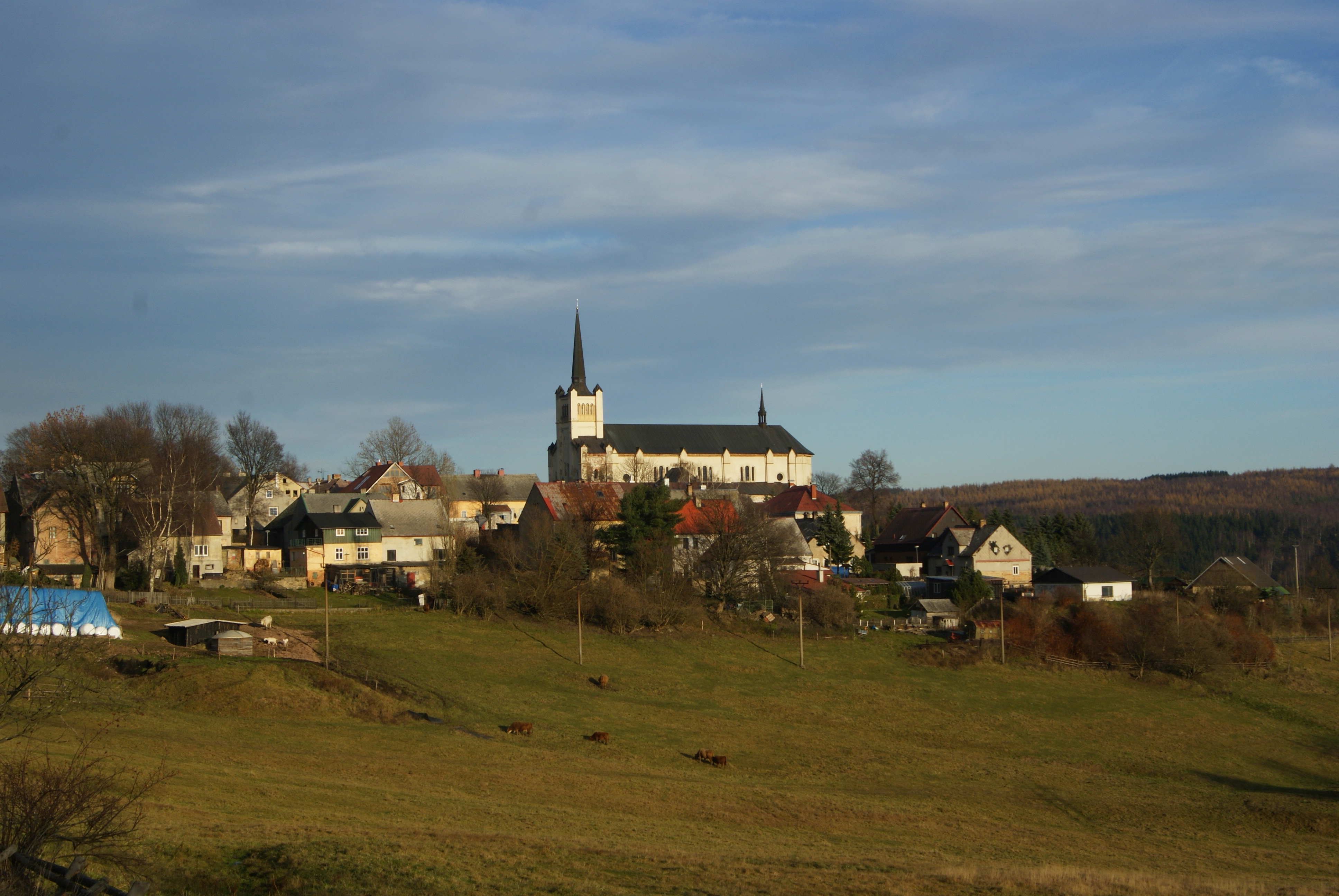
Výsluní diente als Kulisse für Sonnenberg

Als Kulisse für das Dorf Sonnenberg diente die im Erzgebirge nahe der deutschen Grenze gelegene Kleinstadt Výsluní (deutsch Sonnenberg) mit der mächtigen stadtbildprägenden St.-Wenzels-Kirche. Das Dorf, dessen Name in der Romanvorlage unerwähnt bleibt, wurde im Film zusätzlich nach der Stadt benannt, da laut Regisseur Peter Thorwarth „die Geschichte sich [...] durchaus dort hätte ereignen können“. Tatsächlich war Sonnenberg – das nach dem Zerfall Österreich-Ungarns 1918 an die Tschechoslowakei fiel, ehe es 1938 mit dem Rest des Sudetenlands dem Großdeutschen Reich angegliedert wurde – bis zu deren Vertreibung nach Kriegsende überwiegend von Deutschböhmen besiedelt.

### Musik
Die mit spannungsvollen und schaurigen Western-Klängen gespickte Filmmusik komponierten Jessica de Rooij und Hendrik Nölle. Sie dient hauptsächlich dem Aufbau der zahlreichen Spannungsbögen.
Ergänzt wird diese durch einen nostalgischen eingefärbten Soundtrack aus u. a. Schlagermusik und Liedern und Chansons von Rudi Schuricke, Grete Weiser, Helga Wille, Marlene Dietrich, Zarah Leander, Bert Kaempfert und seinem Orchester oder Hilde Hildebrand, der vor allem zum Spannungsabbau verwendet wird.

### Kostüm
Verantwortlich für die Kostüme war die mehrfach ausgezeichnete tschechische Kostümbildnerin Simona Rybáková.

## Kritik
Das Lexikon des internationalen Films gibt zweieinhalb von fünf Sternen und resümiert: 

„Die Action-Groteske arbeitet sich an dem Vorbild von Sergio Leones „Zwei glorreiche Halunken“ ab, ohne dauerhaft den richtigen Ton zu treffen. So blitzt zwar gelegentlich lakonischer trockener Humor auf, beißt sich aber mit dem düsteren, ernsthaften Beginn des Films.“

Auf der Filmrezensionswebseite Rotten Tomatoes steht der Tomatometer bei 82 % und der Audience Score bei 70 % (Stand 18. Juni 2023).